# インドの大統領
インドの大統領（インドのだいとうりょう、भारत गणराज्य के राष्ट्रपति、英語: President of the Republic of India）は、インドの元首たる大統領。

## 概要
任期は5年。両院（ラージヤ・サバー、ローク・サバー）議員、及び州議会議員による間接選挙で選出される。所属議会ごとに議員の持ち票は異なり、連邦議会と州議会の総票数がほぼ同じになるよう、かつ州議会議員票は州人口ごとの一票の格差がなるべく生じないよう調整される。
議院内閣制の政体をとっているインドでは、行政の主導権は首相が保持しており、大統領には国家元首としての形式的、象徴的な権限しか認められていない。具体的には法案の最終的な裁可、首相や最高裁判所長官の任命、緊急命令の発令が挙げられるが、概ね憲法規定や内閣の助言に忠実な執行がされている。しかし、三権の機関による決定でも憲法に反するとされたものについては執行を拒否する義務があり、議会で可決された法案でもこれを理由に議会に差し戻す権限を持つなど、憲法や財政規律を擁護するための最後の砦という存在と言える。
歴代首相が北インドの有力なヒンドゥー教徒にほぼ独占されてきたのに対して、大統領職は民族的少数派である南インド・ドラヴィダ系の人々やムスリム、シク教など宗教的マイノリティに割り当てられることが多い。政治的実権は首相に握られている。
1967年にザーキル・フセインが第3代大統領に就任して以来、ムスリムが大統領職に就くことはたびたびある。1982年にはシク教徒のギャーニー・ジャイル・シンが就任している。1997年、不可触民出身者として初めてコチェリル・ラーマン・ナラヤナンが大統領に就任した。2002年に大統領職に就いたアブドゥル・カラームは南インド出身のムスリムで核物理学者である。2007年には、初の女性大統領プラティバ・パティルが誕生した。2022年に先住民族初、2人目の女性大統領ドラウパディ・ムルムが誕生している。

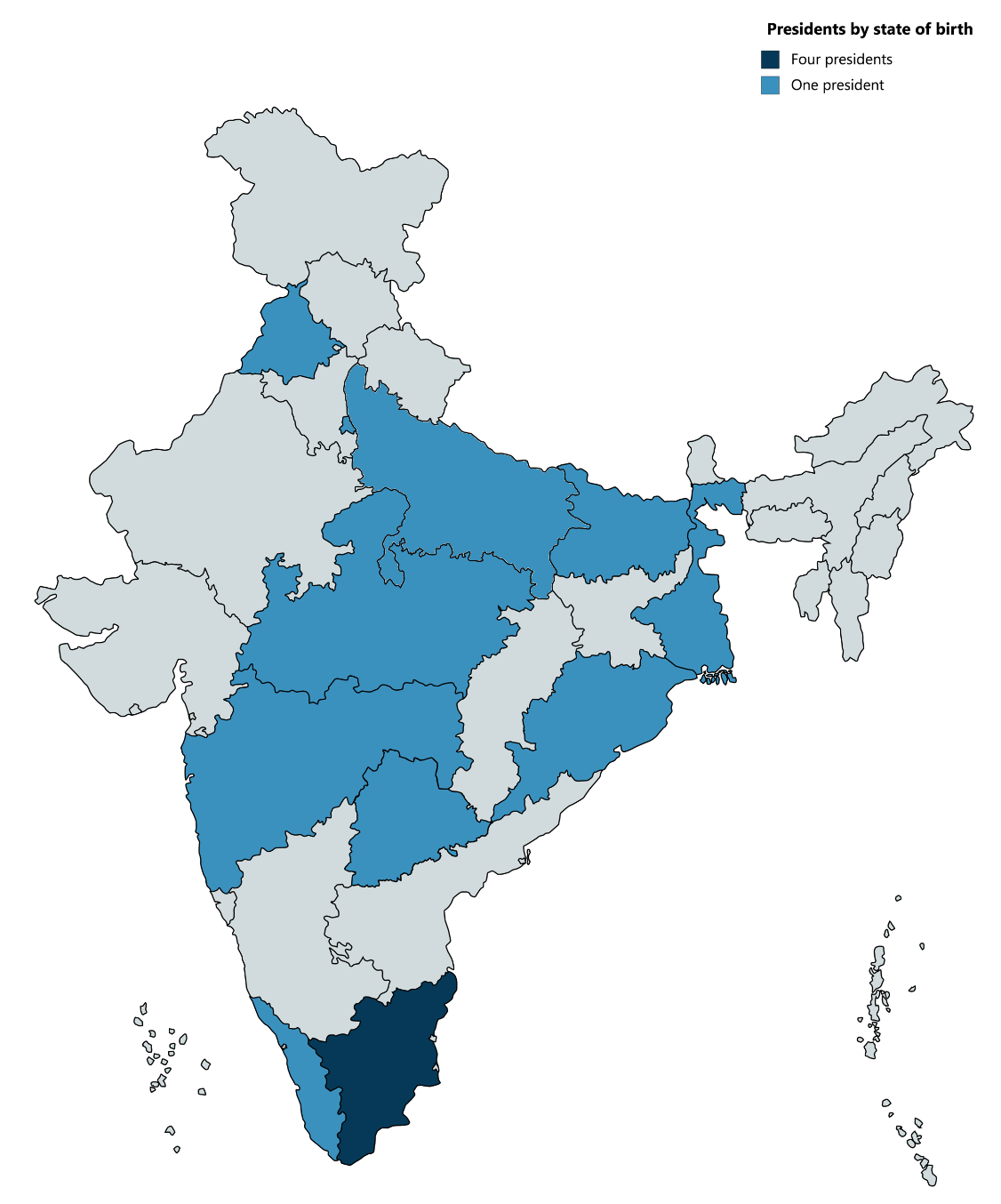
4人の大統領を輩出した州
1人の大統領を輩出した州

## 歴代大統領一覧
| 代  | 大統領                                                        | 大統領 | 所属政党               | 期                            | 在任期間                       | 在任期間    | 備考                                    | 副大統領 | 副大統領                             |
| --- | ------------------------------------------------------------- | ------ | ---------------------- | ----------------------------- | ------------------------------ | ----------- | --------------------------------------- | -------- | ------------------------------------ |
| 0－ | ラージェーンドラ・プラサード Rajendra Prasad                  |        | インド国民会議 （INC） | －                            | 1950年1月26日 - 1952年5月13日  | 2年 + 108日 | 暫定大統領                              |          | サルヴパッリー・ラーダークリシュナン |
| 01  | ラージェーンドラ・プラサード Rajendra Prasad                  | 1      | インド国民会議 （INC） | 1952年5月13日 - 1957年5月13日 | 10年 + 0日 （計 12年 + 107日） |             |                                         |          | サルヴパッリー・ラーダークリシュナン |
| 01  | ラージェーンドラ・プラサード Rajendra Prasad                  | 2      | インド国民会議 （INC） | 1957年5月13日 - 1962年5月13日 | 10年 + 0日 （計 12年 + 107日） |             |                                         |          | サルヴパッリー・ラーダークリシュナン |
| 02  | サルヴパッリー・ラーダークリシュナン Sarvepalli Radhakrishnan |        | 無所属                 | 3                             | 1962年5月13日 - 1967年5月13日  | 5年 + 0日   |                                         |          | ザーキル・フセイン                   |
| 03  | ザーキル・フセイン Zakir Husain                               |        | 無所属                 | 4                             | 1967年5月13日 - 1969年5月3日   | 1年 + 355日 | 在任中に死去                            |          | ヴァラーハギリ・ヴェンカタ・ギリ     |
| 0－ | ヴァラーハギリ・ヴェンカタ・ギリ Varahagiri Venkata Giri      |        | 無所属                 | 4                             | 1969年5月3日 - 1969年7月20日   | 78日        | 大統領代行 （副大統領）任期満了前に辞任 |          | （不在）                             |
| 0－ | ムハンマド・ヒダーヤトゥッラー Mohammad Hidayatullah          |        | 無所属                 | 4                             | 1969年7月20日 - 1969年8月24日  | 35日        | 大統領代行 （最高裁判所長官）           |          | （不在）                             |
| 04  | ヴァラーハギリ・ヴェンカタ・ギリ Varahagiri Venkata Giri      |        | 無所属                 | 5                             | 1969年8月24日 - 1974年8月24日  | 5年 + 0日   |                                         |          | ゴパール・スワラップ・パタック       |
| 05  | ファフルッディーン・アリー・アフマド Fakhruddin Ali Ahmed     |        | インド国民会議 （INC） | 6                             | 1974年8月24日 - 1977年2月11日  | 2年 + 171日 | 在任中に死去                            |          | バサッパ・ダーナッパ・ジャッティ     |
| 0－ | バサッパ・ダーナッパ・ジャッティ Basappa Danappa Jatti        |        | インド国民会議 （INC） | 6                             | 1977年2月11日 - 1977年7月25日  | 164日       | 大統領代行 （副大統領）                 |          | （不在）                             |
| 06  | ニーラム・サンジーヴァ・レッディ Neelam Sanjiva Reddy         |        | ジャナタ党 （JP）      | 7                             | 1977年7月25日 - 1982年7月25日  | 5年 + 0日   |                                         |          | ムハンマド・ヒダーヤトゥッラー       |
| 07  | ギャーニー・ジャイル・シン Giani Zail Singh                   |        | インド国民会議 （INC） | 8                             | 1982年7月25日 - 1987年7月25日  | 5年 + 0日   |                                         |          | ラーマスワーミー・ヴェンカタラーマン |
| 08  | ラーマスワーミー・ヴェンカタラーマン Ramaswamy Venkata Raman  |        | インド国民会議 （INC） | 9                             | 1987年7月25日 - 1992年7月25日  | 5年 + 0日   |                                         |          | シャンカルダヤール・シャルマー       |
| 09  | シャンカルダヤール・シャルマー Shankar Dayal Sharma           |        | インド国民会議 （INC） | 10                            | 1992年7月25日 - 1997年7月25日  | 5年 + 0日   |                                         |          | コチェリル・ラーマン・ナラヤナン     |
| 10  | コチェリル・ラーマン・ナラヤナン Kocheril Raman Narayanan     |        | インド国民会議 （INC） | 11                            | 1997年7月25日 - 2002年7月25日  | 5年 + 0日   |                                         |          | クリシャン・カント                   |
| 11  | アブドゥル・カラーム Abdul Kalam                              |        | 無所属                 | 12                            | 2002年7月25日 - 2007年7月25日  | 5年 + 0日   |                                         |          | バイローン・シン・シェーカーワト     |
| 12  | プラティバ・パティル Pratibha Devisingh Patil                 |        | インド国民会議 （INC） | 13                            | 2007年7月25日 - 2012年7月25日  | 5年 + 0日   |                                         |          | モハンマド・ハーミド・アンサーリー   |
| 13  | プラナブ・ムカルジー Pranab Kumar Mukherjee                   |        | インド国民会議 （INC） | 14                            | 2012年7月25日 - 2017年7月25日  | 5年 + 0日   |                                         |          | モハンマド・ハーミド・アンサーリー   |
| 14  | ラーム・ナート・コーヴィンド Ram Nath Kovind                  |        | インド人民党 （BJP）   | 15                            | 2017年7月25日 - 2022年7月25日  | 5年 + 0日   |                                         |          | ヴェンカイア・ナイドゥ               |
| 15  | ドラウパディ・ムルム Droupadi Murmu                           |        | インド人民党 （BJP）   | 16                            | 2022年7月25日 - （現職）       | 2年 + 230日 |                                         |          | ジャグディープ・ダンカール           |